# Phillip Ragon
Phillip Terrence "Terry" Ragon és un emprenedor estatunidenc i filantrop que va fundar InterSystems i és el seu actual executiu en cap (CEO). Va donar 100 milions de dòlars durant 10 anys per la recerca sobre la SIDA mitjançant el Phillip T. and Susan M. Ragon Institute a l'Hospital General de Massachusetts.
Es va graduar al MIT el 1971.